# ای‌ام (آلبوم آرکتیک مانکیز)
 «ای‌ام» پنجمین آلبوم استودیویی از گروه ایندی راک بریتانیایی آرکتیک مانکیز است. ترانه می‌خوام بدونم؟ معروفترین کار این آلبوم است.
این آلبوم در چارت‌های اسکاتلند، ایرلند، استرالیا، هلند، دانمارک، فلاندرز، نیوزلند، پرتغال، در رتبه اول و در چارت‌های ایتالیا، والونیا، فرانسه، نروژ، اسپانیا، آمریکا، لهستان، فنلاند، سوئیس، اتریش، یونان، جزو ده آلبوم اول قرار گرفت.